# 麦园站
麦园站位于福建省龙岩市漳平市新桥镇，建于1956年。距鹰潭站470公里，距厦门站224公里。现为四等站。不办理客货运业务。